# Ca’ Farsetti

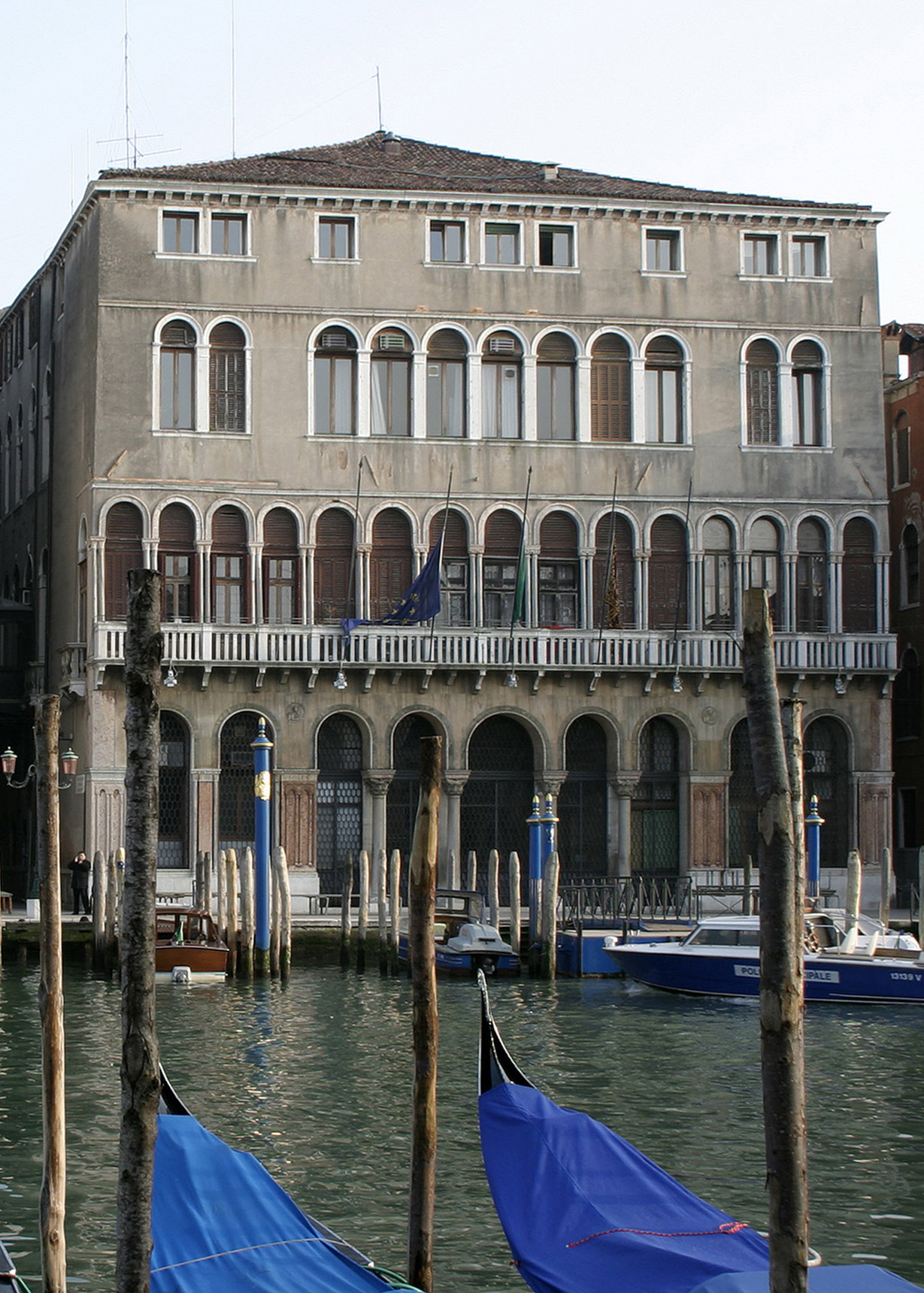
Fassade der Ca’ Farsetti, 2004

Die Ca’ Farsetti, auch Palazzo Dandolo Farsetti oder Ca’ Farsetti già Dandolo genannt, ist ein nach 1200 errichteter Stadtpalast am venezianischen Canal Grande, nahe der Rialtobrücke mit der Adresse Riva del Carbon, San Marco 4136. Damit zählt das Bauwerk zu den ältesten der Stadt. Das Gebäude wurde unter Ranieri Dandolo, dem Sohn des Dogen Enrico Dandolo, errichtet, wurde von den Contarini ab 1440 erworben, die es 1670 an die Familie Farsetti verkauften. Seit 1826 dient das von der Kommune erworbene Bauwerk als Rathaus.
Der Drang nach Harmonisierung der Fassaden und der Geschosszahl sowie nach Wiederherstellung eines gar nicht genau bekannten „Originalzustands“, schuf ein Erscheinungsbild, das eher den Vorstellungen des 19. Jahrhunderts vom Mittelalter entspricht als dem Aussehen des Bauwerks in der Romanik.

## Geschichte

### Palazzo Dandolo (ab 1200), Zersplitterung des Besitzes
Am 3. April 1200 erwarb Ranieri (Renier) Dandolo, der Sohn des Dogen Enrico Dandolo, ein unbebautes Grundstück nahe der Rialtobrücke von Benetto Falier. Damit begannen die Bauarbeiten am Palast, die vor 1208/09 abgeschlossen wurden. Enrico Dandolo soll der Tradition zufolge Marmor aus dem im Laufe des Vierten Kreuzzuges eroberten Konstantinopel nach Venedig bringen lassen, um diesen im heimischen Palazzo zu verbauen. Auf der Ehrentreppe (scalone d’onore) der Ca’ Farsetti wurde am 21. Juli 1827 ein Stein mit der Inschrift eingemauert: „Enrico Dandolo, conquistatore di Costantinopoli, questo palazzo volle eretto – 1203.“ Eine Reihe von Reiseführern behauptet noch immer, der Palast stamme aus dem 12. Jahrhundert.
Im Oktober 1237 nahmen die Giudici del Esaminador eine Klage Marco Dandolos gegen die Übereignung der Grundstücke, zu denen auch das des Palastes gehörte, an Nicolota Bucadomo, quondam Leonardo an. Am 7. September 1276 gestatteten die Giudici del Piovego den Dandolo und den Boccasio ihre Häuser so weit auszudehnen, dass für die Passanten eine zwei Fuß breite Gasse offenblieb. Doch damit war der Streit zwischen den benachbarten Familien offenbar nicht beigelegt, denn am 26. September 1335 gestatteten die besagten Giudici den Dandolo, ihr Haus genauso weit auszudehnen, wie es die Boccasio getan hatten.
Um diese Zeit begann die zunehmende Zersplitterung des Dandolo-Besitzes. So hatte der Doge Andrea Dandolo einen Teil des Hauses als Ausgleich für nicht bezahlte Schulden eines anderen Andrea Dandolo, quondam Renier, eingezogen. Fantin († um 1356), der Sohn des Dogen, erhielt statt der Obligation über eine Summe von 6.000 Libra ad grossos zum Anlass seiner Emanzipation die „Cha’ Dandulo“; dieser wiederum setzte seinen Bruder, den miles Leonardo 1356 als Universalerben ein. Leonardo überschrieb 1365 einen Teil des Hauses seiner Frau Morosina als Sicherheit für ihre Ausstattung.

### Palazzo Contarini (1440/45–1678)
1440 bis 1445 erwarb der Prokurator Federigo Contarini das Haus für 7.666 Dukaten mit allen Läden und Wohnungen. Ein Drittel davon stammte aus dem Besitz eines Fantin Dandolo, die übrigen Anteile aus dem der Neffen Giulio und Tomaso Contarini, die in früherer Zeit ihre Anteile gleichfalls von Fantin erworben hatten. 1449 übernahmen vier Kinder des Prokurators, nämlich Ambrogio, Gian Alvise, Michele und Catarina, den Anteil ihres Bruders Carlo, weil dieser überschuldet war. Am 26. September 1465 teilten Ambrogio und Gian Alvise das Haus mit seinen Läden auf. In der Steuererklärung von Ambrogios Sohn Federigo erscheinen 29 verpachtete Läden im Hause. Die Brüder Federigo und Paolo, letzter Sohn des Gian Alvise, besaßen das Haus gemeinsam, wobei in Paolos Steuererklärung 23 Läden erscheinen. 1538 hatten sich die Besitzverhältnisse innerhalb der Familie erneut verändert. Federigo Contarini, Sohn Ambrogios und Enkel des Prokurators Federigo, listete in seiner Erklärung für die Hälfte der Ca’ Farsetti 35 Läden und Wohnungen auf, während die andere Palasthälfte nunmehr im Besitz seiner Cousins Paolo und Federigo Contarini war, des Sohnes von Gian Alvise. Im Jahr 1524, folgt man Giuseppe Tassini, wütete ein Feuer im Palast, das beinahe das gesamte Gebäude zerstört hätte.
1543 wurde das zweigeteilte Haus, vor allem die Fassade, stark umgebaut, wie Stefano Magno berichtet, der den Palast als „palazzo a San Lucha sul Canal grando“ beschreibt, der inzwischen aber nach der Besitzerfamilie „Cha’ Contarini“ genannt werde. Am 12. Mai 1546 konstatierte ein Vermesser des Magistrato al Piovego, dass die Loredangasse (Calle Loredan) zwischen Riva del Carbon und Salizada di San Luca (eine Salizada ist eine gepflasterte Gasse) in Vorbereitung von Baumaßnahmen stark verbreitert sei. Bauherr war Gian Alvise Contarini, Sohn des oben genannten Paolo, Enkel Gian Alvises, Urenkel des Prokurators Federigo. Federigo wiederum, Sohn Francescos, Enkel Federigos und gleichfalls Urenkel des Prokurators, listete 1566 in seiner Steuererklärung 28 Läden und Wohnungen auf.
Dieser Federigo († 22. Oktober 1613), der das Haus renoviert hatte, wurde 1566 durch die Behörden in seinem Pachtwert von 45 auf 59 Dukaten pro Jahr erhöht. Er war spätestens 1582 Prokurator von San Marco und führte in seiner Steuererklärung das ganze Haus auf, aber nur 24 Läden und Wohnungen. Federigo hatte am 8. August 1612, mehr als ein Jahr vor seinem Tod, seine drei Töchter als Universalerbinnen eingesetzt. Bianca, Catarina und Marina heirateten Carlo Ruzzini, Nicolò Bragadin bzw. Zaccaria Grimani.

### Palast der Farsetti (1678–1826)

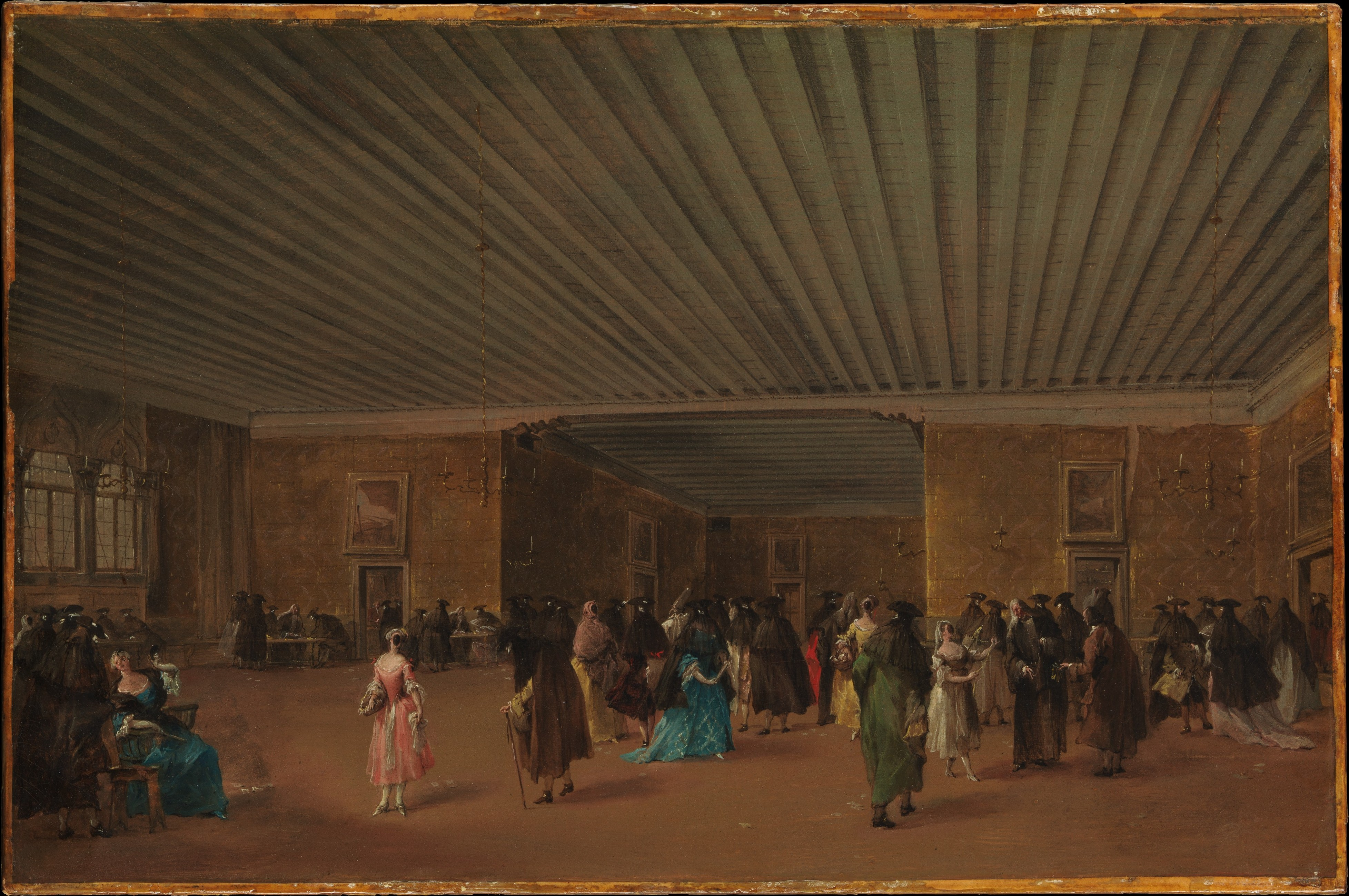
Der Ridotto Pubblico im Palazzo Dandolo, Francesco Guardi, 1765–1768, Öl auf Leinwand, 34,0 mal 50,8 cm, Metropolitan Museum of Art

Marina Bragadin, inzwischen mit Barbon Morosini verheiratet, verkaufte am 10. Januar 1670 die Casa an Anton Francesco Farsetti für 22.000 Dukaten. Bis 1774 blieb das Haus in der älteren Linie der Farsetti, gelangte aber mit dem Tod Filippo Vincenzo Farsettis an die jüngere Linie in der Person von Daniele Filippo Farsetti. Sein Sohn Anton floh 1804, völlig überschuldet, vor den Gläubigern nach Russland und ließ seine Ehefrau Elena Andriana Da Ponte zurück. Diese verkaufte am 28. Oktober 1826 den Palast für 84.000 Lire an die Kommune. Andrea Tirali (1657–1737), ein venezianischer Architekt, baute den eleganten scalone. In der Accademia Farsetti des 18. Jahrhunderts wurden Künstler gefördert und ausgebildet, darunter der junge Antonio Canova.

### Besitz der Kommune, Umbauten (seit 1826)

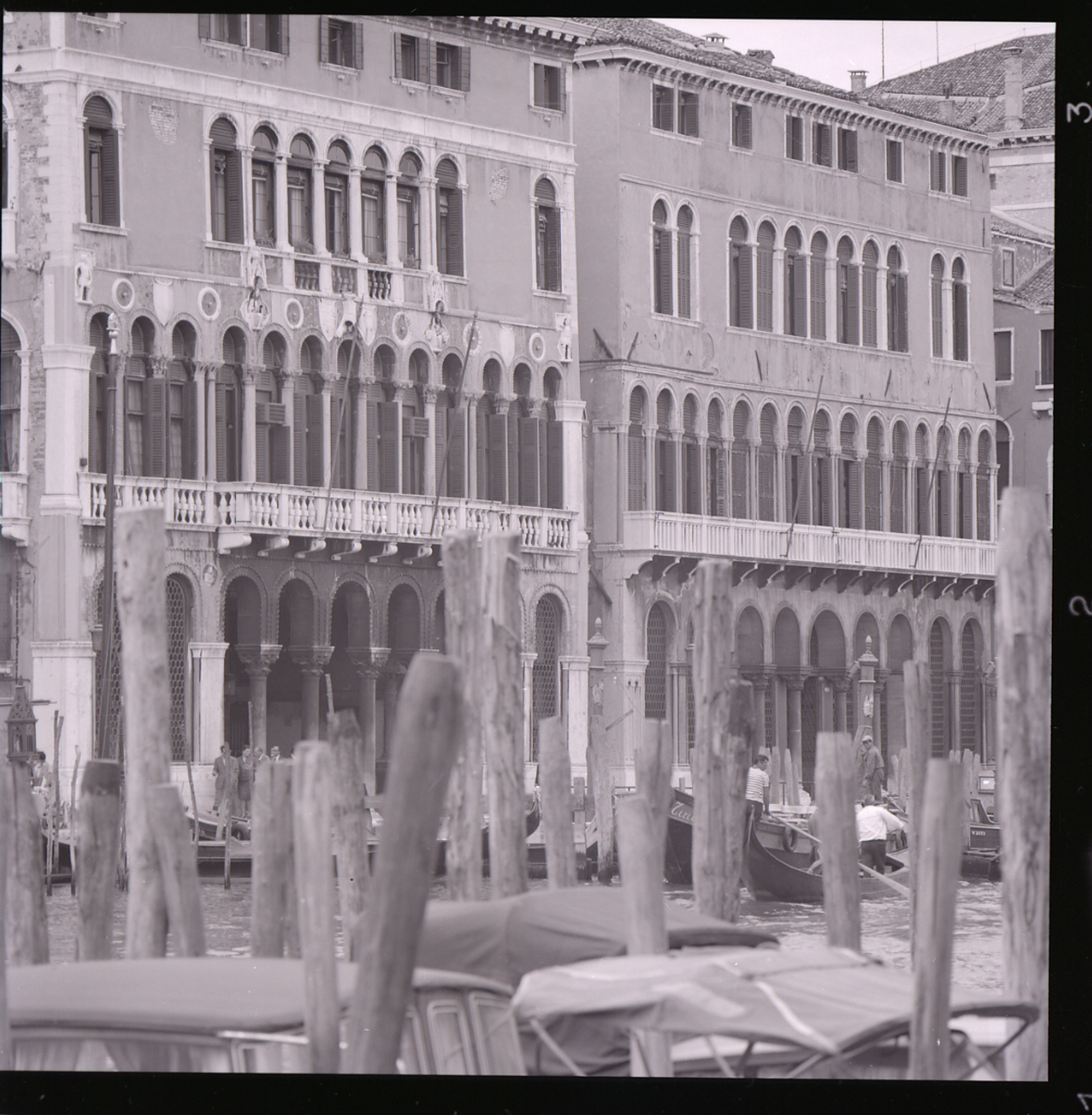
Die Paläste in den 1960er Jahren

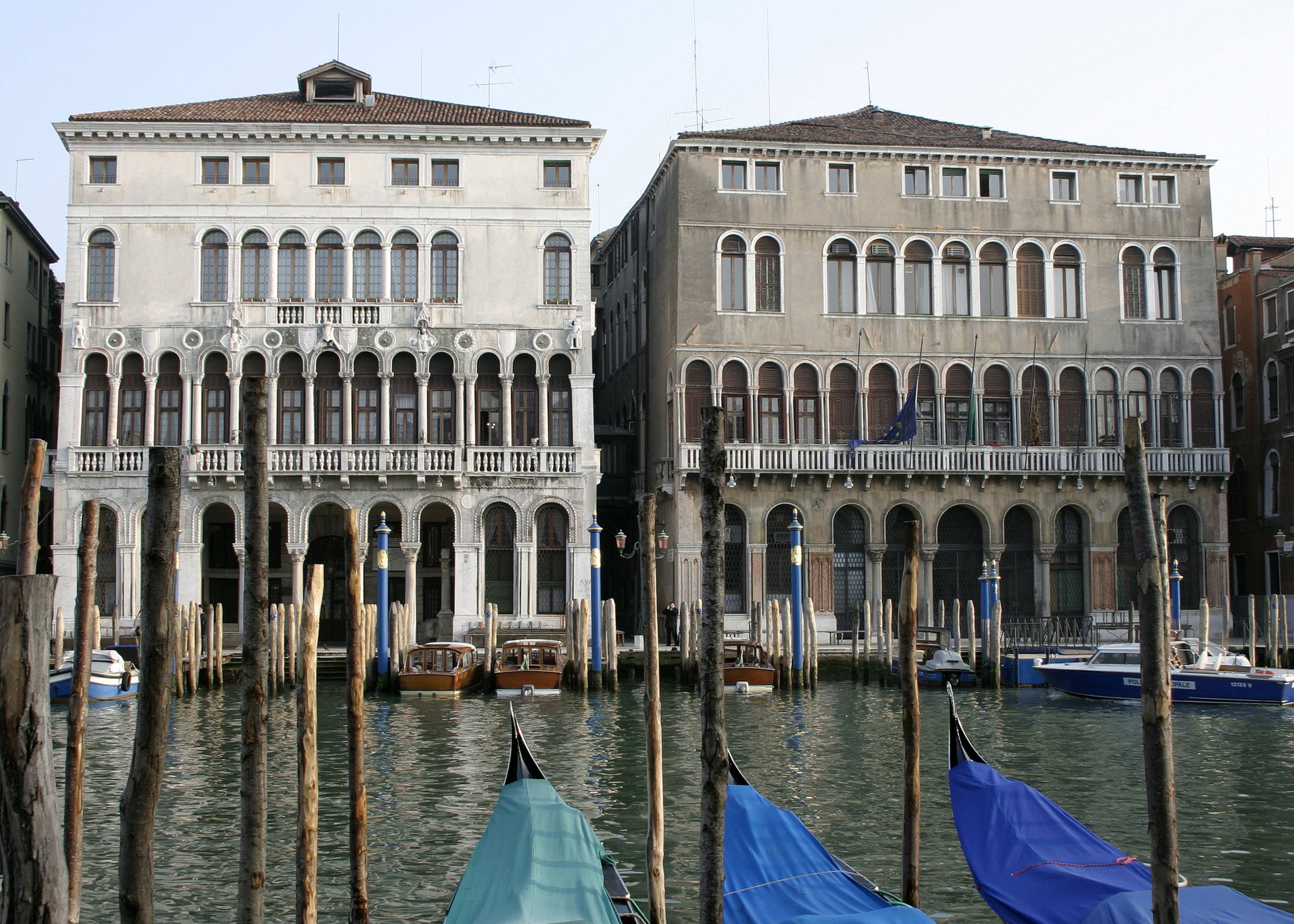
Die Palazzi Loredan (links) und Farsetti, 2004

1832 bis 1835 musste der verfallene Balkon an der Front des Gebäudes ersetzt werden. 1838 wurden die Mansardenfenster versetzt und ihre Zahl von neun auf elf erhöht, um ihre Anordnung der Fensterordnung der darunter liegenden Etage anzupassen. Die Gebäudeseiten Richtung Calle Loredan und Calle Cavalli wurden 1857 bis 1861 gleichfalls überarbeitet, die Fenster neu angeordnet, so dass sie von einheitlicher Größe und durchgängig vertikal bzw. horizontal zueinander angeordnet waren.
1871 bis 1874 versuchte man den angeblichen Originalzustand wiederherzustellen. An der Hauptfassade wurden die Balkone entfernt, ebenso wie die im 18. Jahrhundert eingebauten Türen auf Straßenhöhe. Auch die horizontale Zweiteilung der Erdgeschossfenster und Arkaden wurde beseitigt. Das Erdgeschoss wurde nunmehr mit Marmor verkleidet. 1892 bis 1899 erfolgte ein weiterer Eingriff, als die rückseitigen Flügel, an der Südseite des Farsetti-Treppenhauses, von vier auf fünf Etagen erhöht wurden, um sie der Vorderseite anzupassen.